# Fest i Mumindalen
Большой фестиваль муми-троллей (швед. Fest i Mumindalen) — компьютерная 3D-игра, выпущенная в 1996 году шведскими компаниями TATI Mixedia и BMG Interactive. Задача игрока — разбудить жителей Дома Муми-троллей и помочь им организовать весеннюю вечеринку для своих друзей; в этом игроку помогает помогает Малышка Мю. Кроме того, игрок может играть в отдельные мини-игры, например, в крестики-нолики. Игра была выпущена на 3 языках. В англоязычных странах продавалась под названием The Great Moomin Party.

## Озвучивание
В финской версии игры актёры озвучивания персонажей такие же, как и в мультсериале «Приключения муми-троллей», за исключением Сниффа, которого озвучивает актёр Муми-тролля Рабби Смедлунд.
На финском языке:
- Элина Сало — Малышка Мю
- Раббе Смедлунд — Муми-тролль, Снифф
- Айла Сведберг — Фрёкен Снорк
- Матти Руохола — Муми-папа
- Улла Тапанинен — Муми-мама

На шведском языке:
- Элина Сало — Малышка Мю
- Ник Линьелл — Муми-тролль
- Рагни Гренблом — Фрёкен Снорк
- Том Вентцель — Муми-папа
- Сюзанна Рингбом — Муми-мама
- Томас Нюберг — Снифф

На английском языке:
- Джудит Каддлкинс — Малышка Мю
- Джон Хьюз — Муми-тролль, Муми-папа
- Джудит Каддлкинс — Фрёкен Снорк
- Салли Марш — Муми-мама
- Клайв Сиир — Снифф